# دراخنفلز (زيبنغبيرغه)

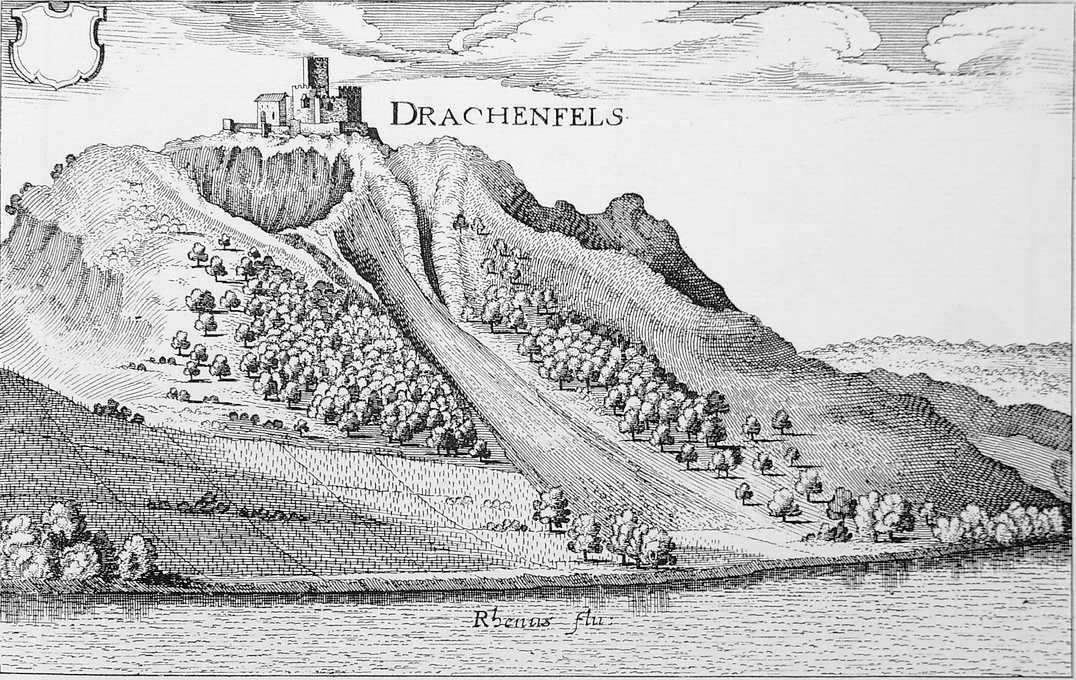
لوحة لجبل صخرة التنين مع القلعة غير المدمرة، رسمها كوبفرشتش 1646

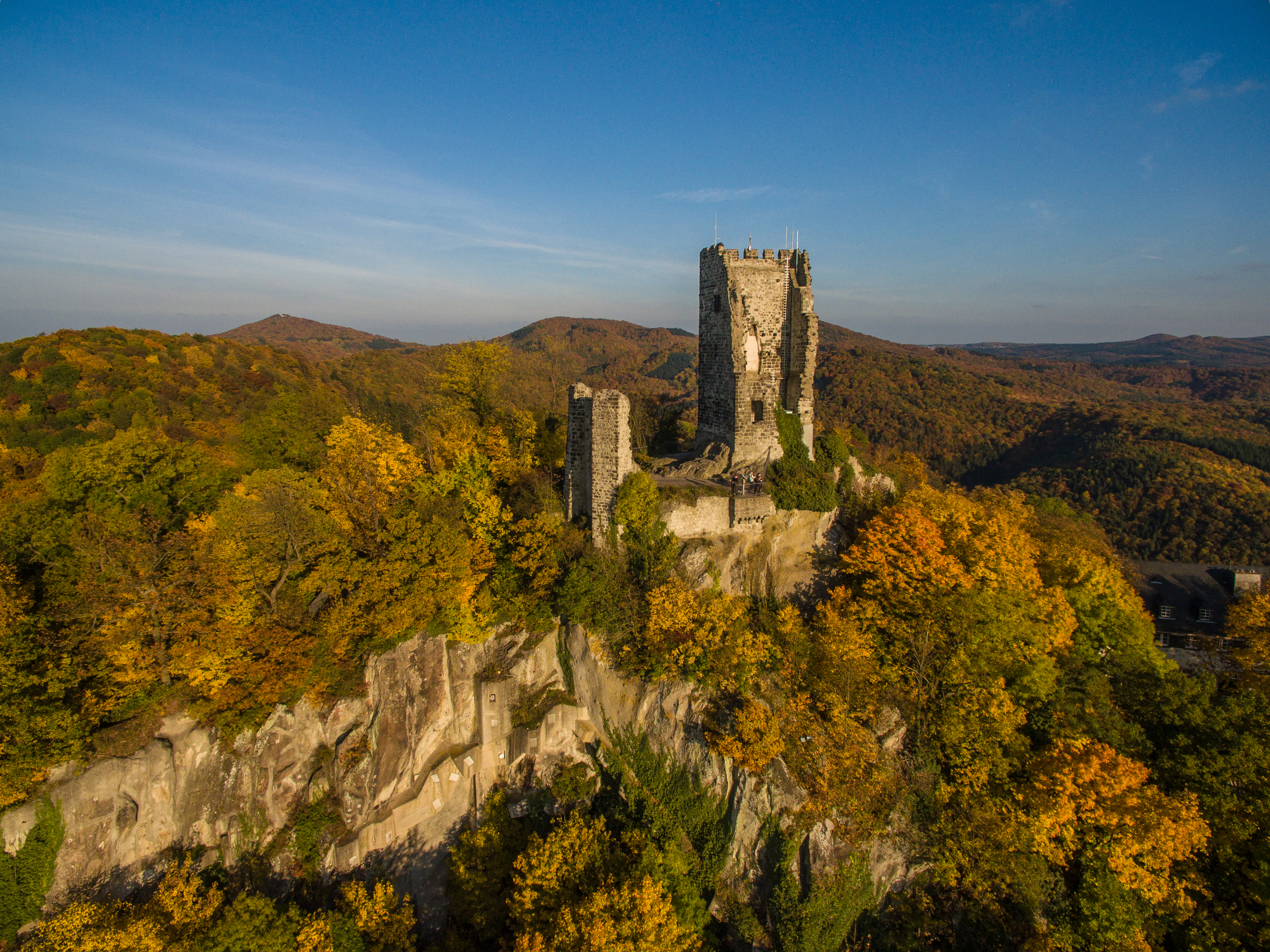
صورة جوية لحطام القلعة

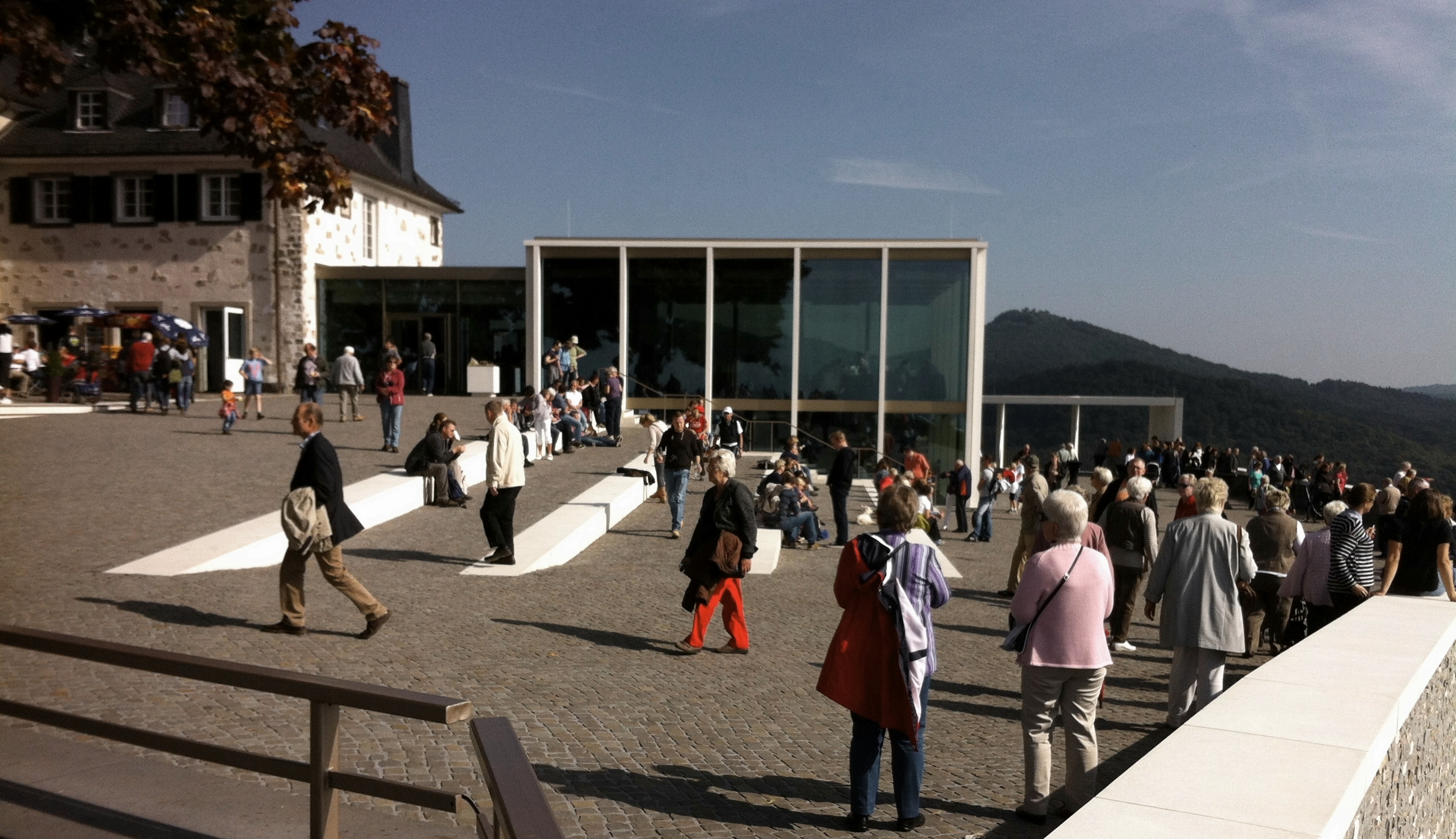
الهضبة مع المكعب الزجاجي

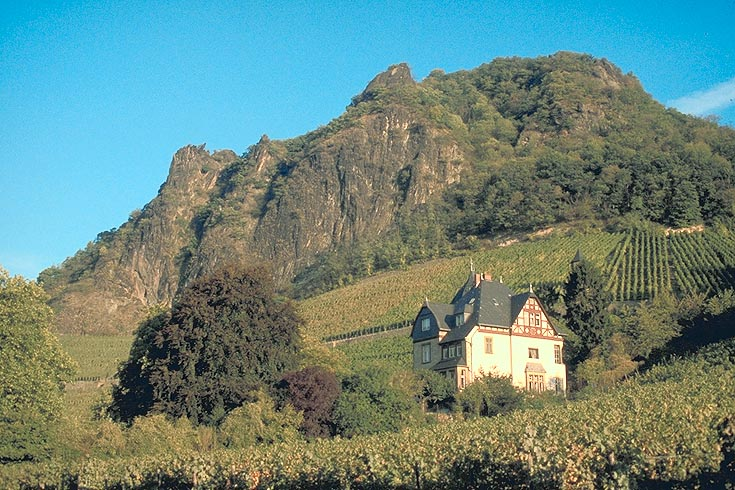
زراعة العنب على جبل صخرة التنين

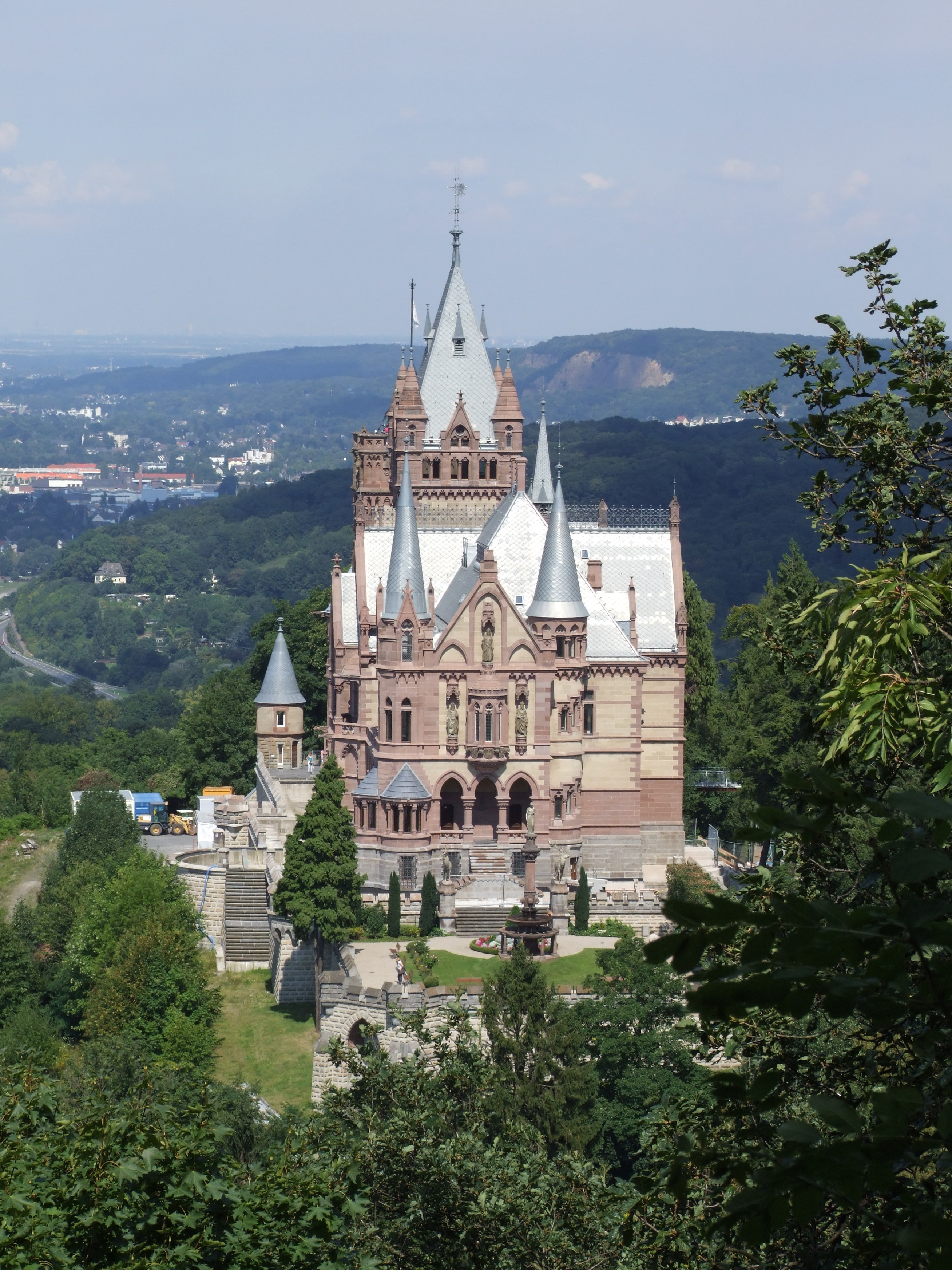
قصر قلعة التنين (Schluss Drachenburg) من 1882 حتى 1884

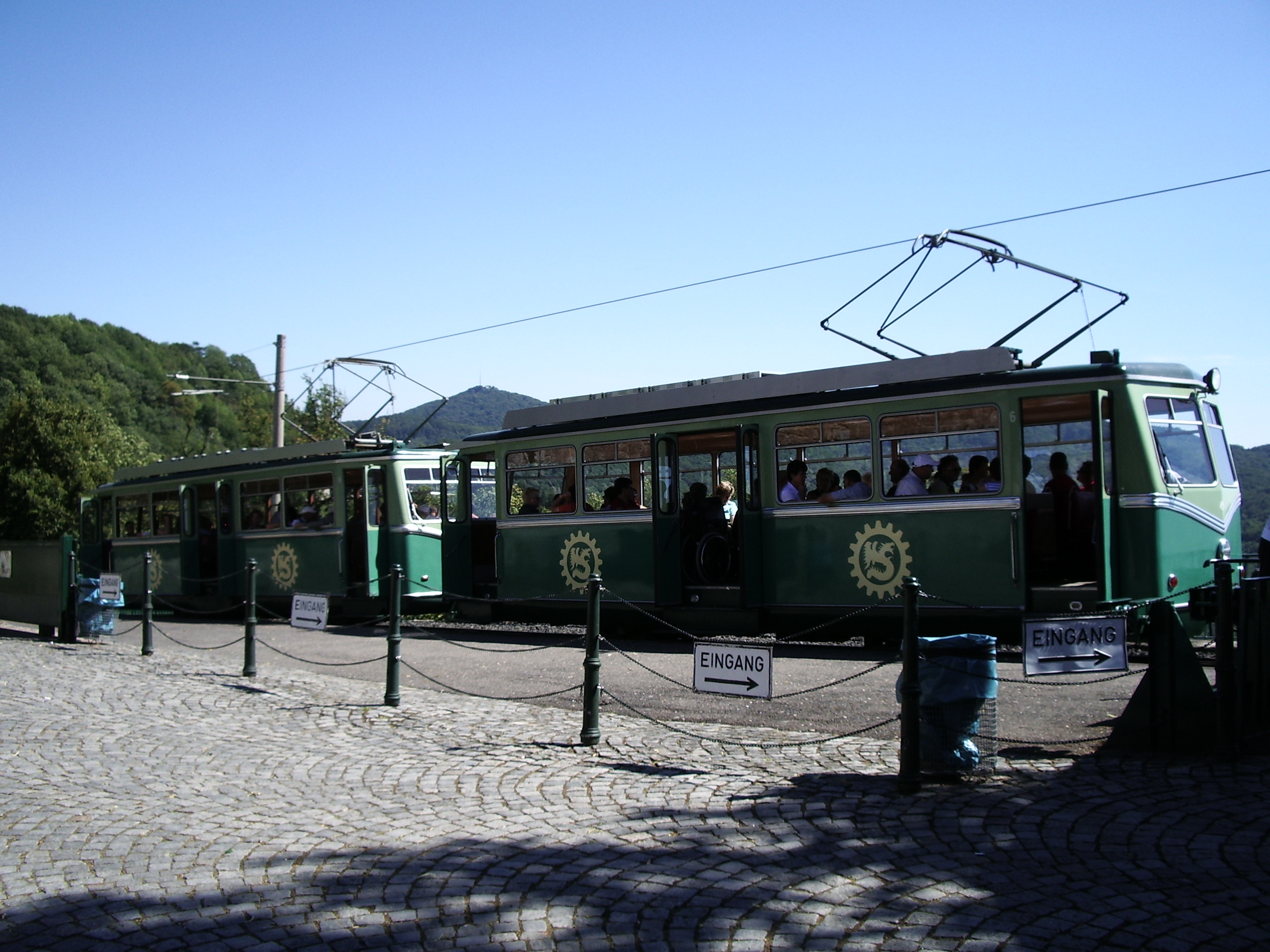
قطار العجلات ىلمسننة على جبل صخرة التنين

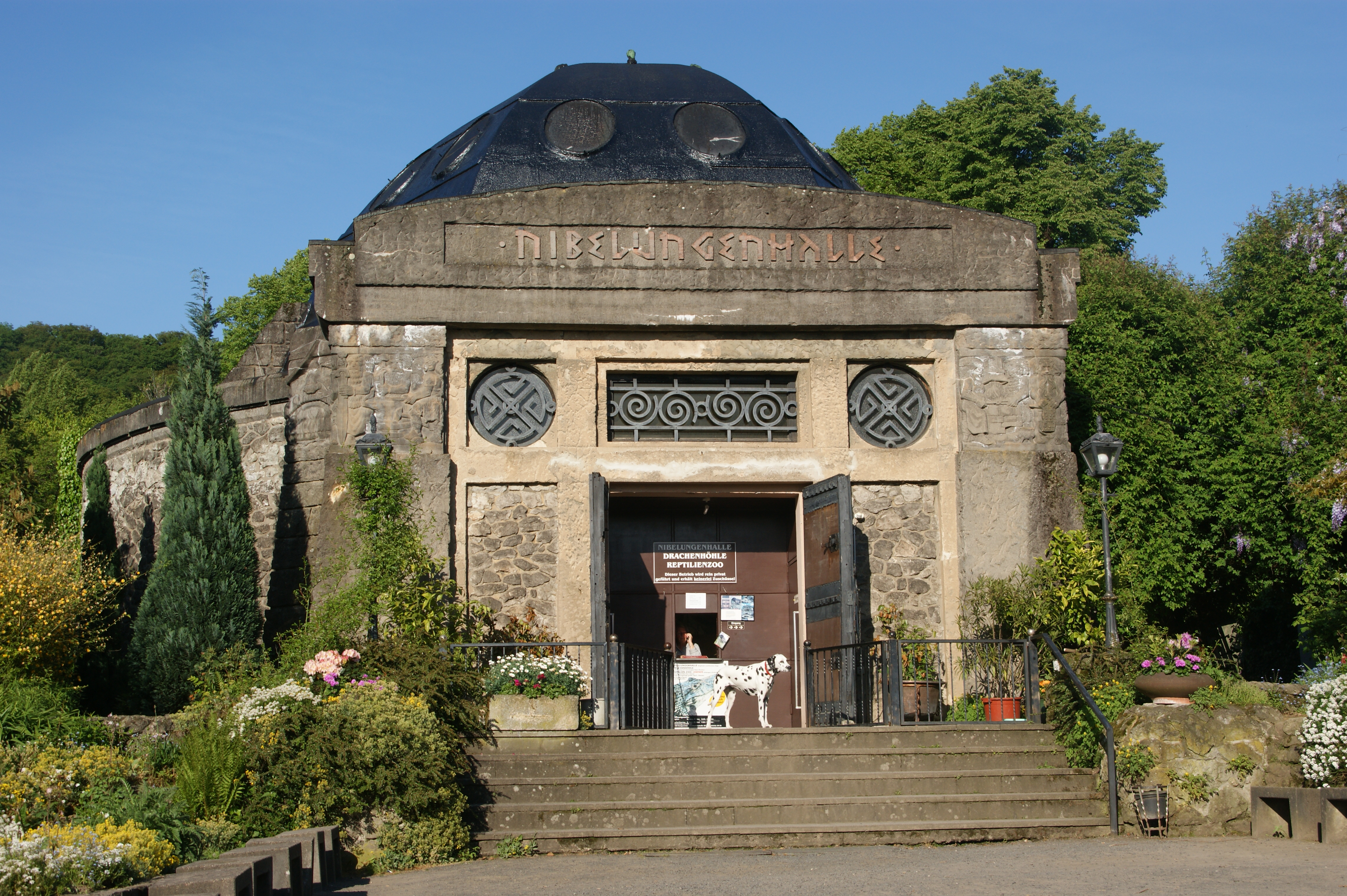

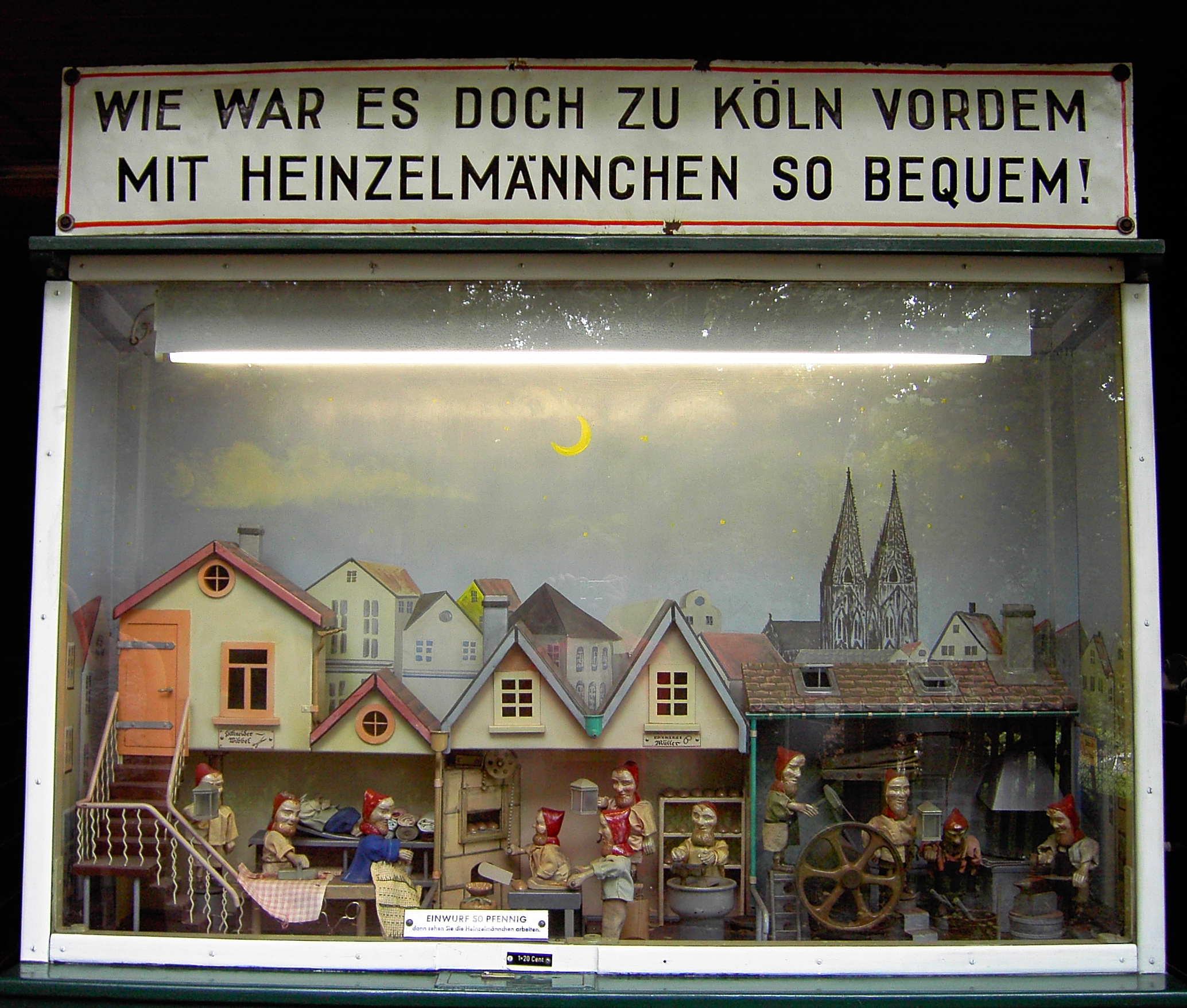
صورة (ديوراما) لسباق أسطوري للأشباح المتحركة

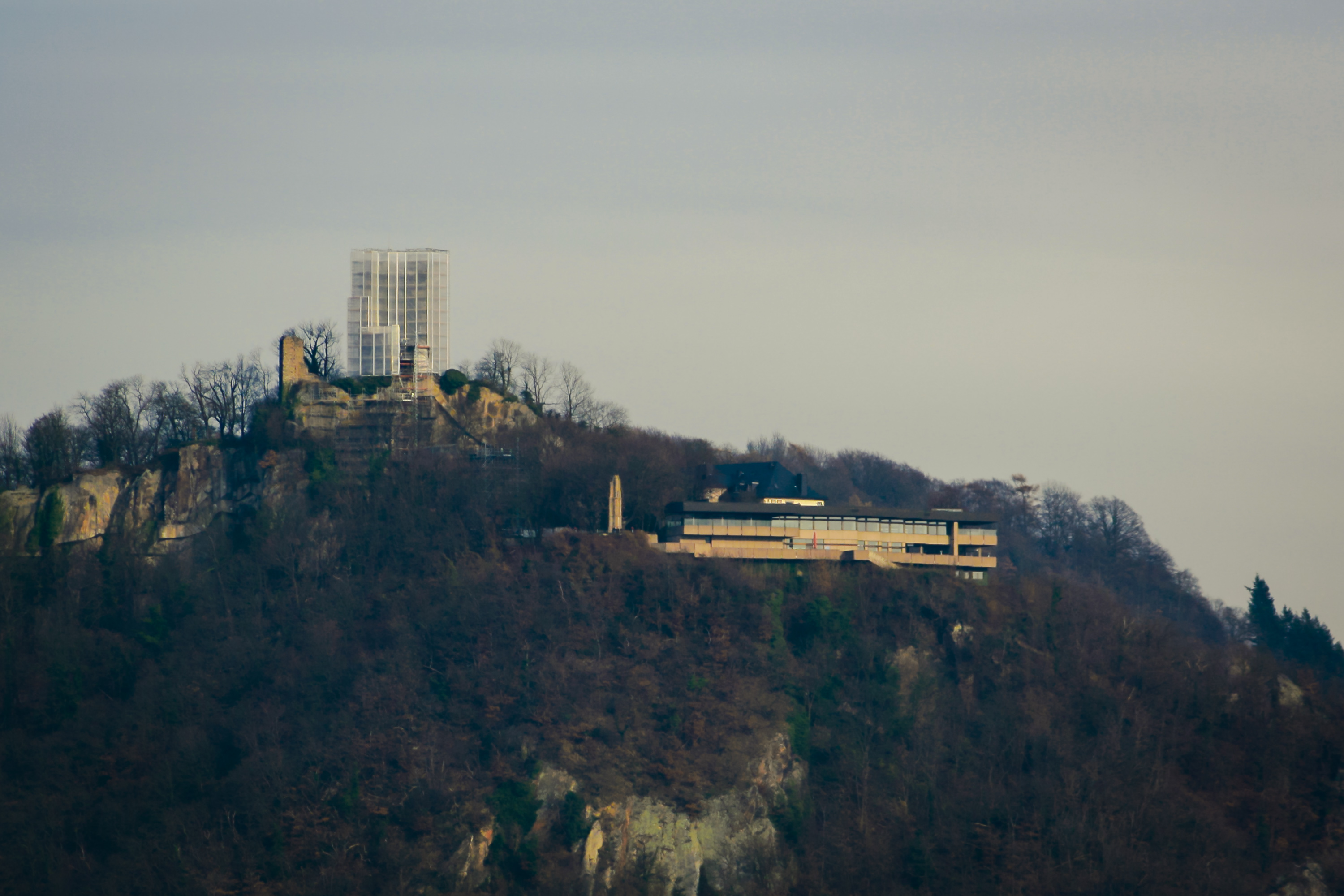
دراخنفلز أثناء الترميم

دراخِنْفِلْزْ أو صخرة التنين (بالألمانية: Drachenfels) هو أحد جبال سلسلة الجبال السبعة (زيبنغبيرغه Siebengebirge) في ألمانيا على نهر الراين بين كونيغسفينتر وباد هونيف. ونظرًا لموقعها المذهل الكائن فوق وادي الراين، وأطلال قلعة دراخنفلز (بورغ دراخنفلز Burg Drachenfels)، ونظرًا لاستخدامها كموضوع فني للتعبير عن رومانسية الراين والتطور السياحي المبكر، فقد اكتسبت شهرة واسعة في القرن التاسع عشر. ترتفع قمة الجبل بحوالي 321 متر من سطح البحر وبذلك فهي أعلى من نهر الراين بحوالي 270 متر.
تكونت صخرة التنين نتيجة الانصهار الصخري الصاعد الذي لا يمكنه النفاذ إلى سطح الأرض، لكنه تصلب في شكل قبة. علماء البراكين يطلقون على هذا النوع قبة المصدر. منذ العصر الروماني تم توثيق المحاجر. بالأخص في العصور الوسطى كانت تراكيت صخرة القبة تستخدم كأحجار بناء بشكل متكرر في منطقة أسفل نهر الراين ومن أمثلة ذلك بناء كاتدرائية كولونيا
على المنحدر الشمالي فوق مدينة كونيغسفينتر يوجد قصر دراخنبورغ (شلوس دراخنبورغ Schloss Drachenburg) الذي بني خلال الفترة 1882-1884 على الطراز التاريخي. وما يميز المنطقة هو وجود القطار ذو العجلات المسننة (تسانرادبان) والمسمى بقطار دراخنفلز (دراخنفلزبان) والذي يصل كونيغسفينتر بهضبة دراخنفلز.

## أهم المعالم (شاهد الصور)
بقايا حطام قلعة دراخنفلز (أنظر صورة)
قصر دراخنبورغ (أنظر صورة)
هضبة دراخنفلز (أنظر صورة)
طريق الصعود وطريق الحمير القديم
قطار دراخنفلز ذو العجلات المسننة (أنظر صورة)

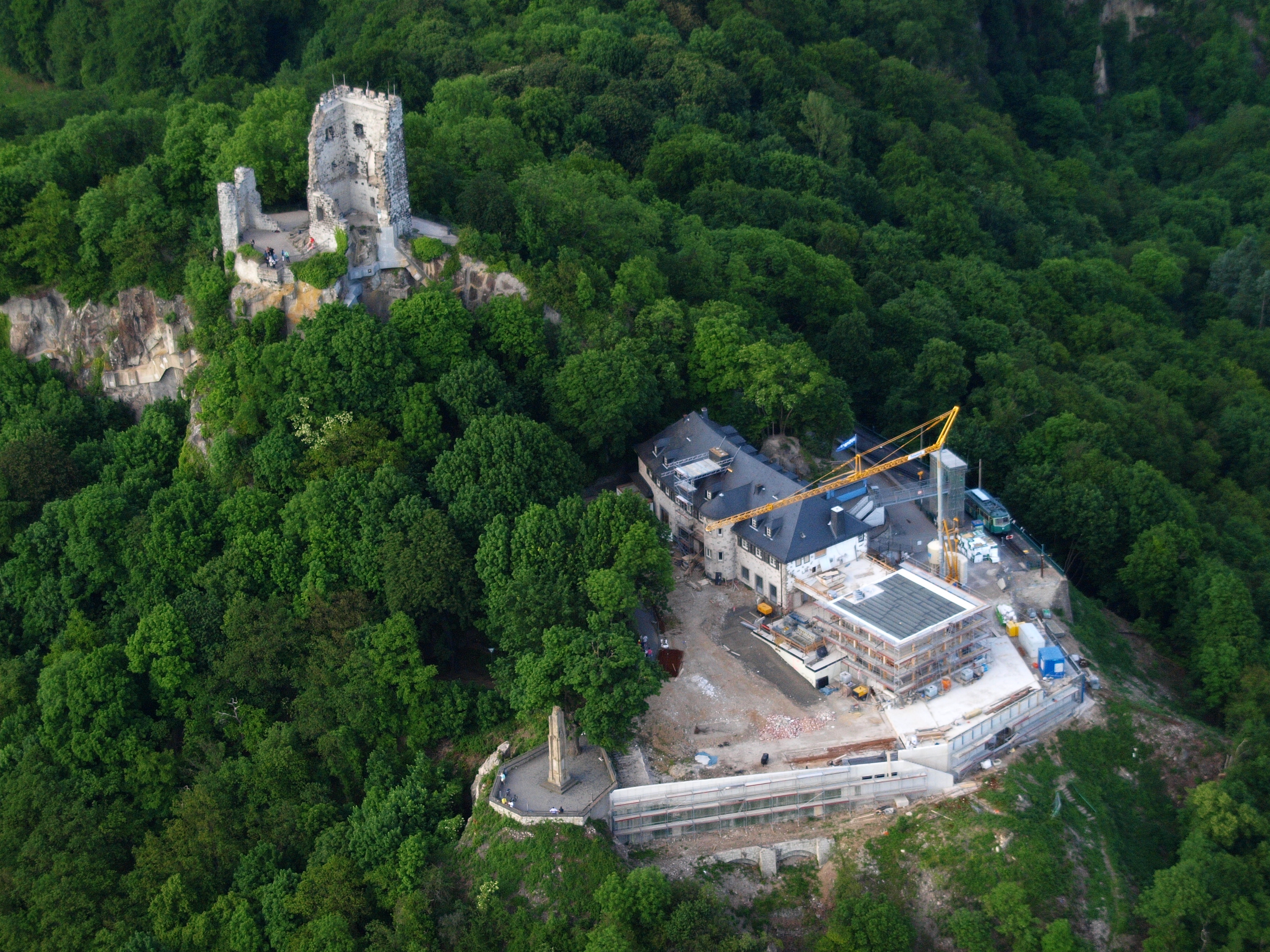
تجديد مطعم دراخنفلز (مايو 2012)

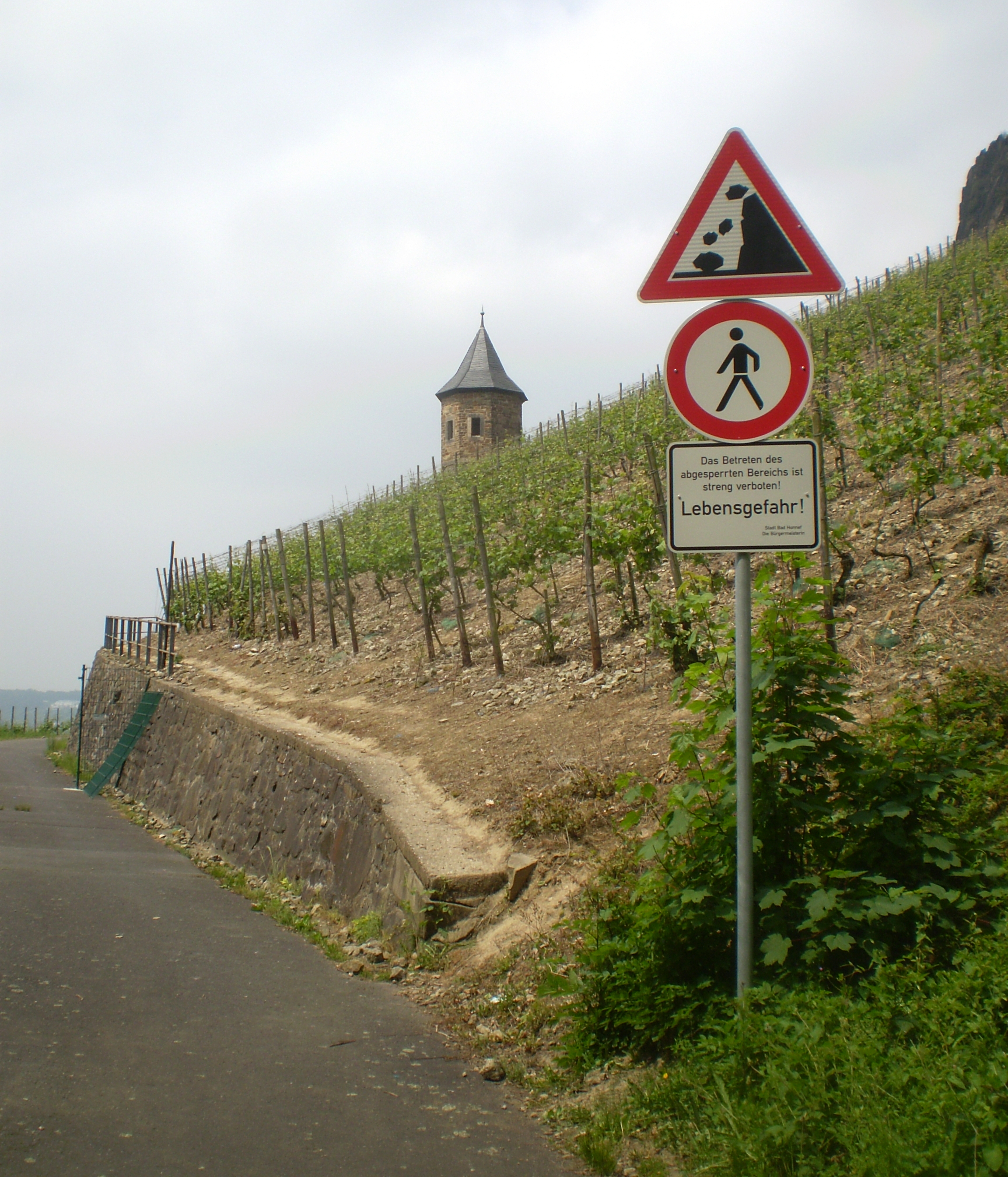
حماية الطريق على جبل زيغفريدفلزن (2012)

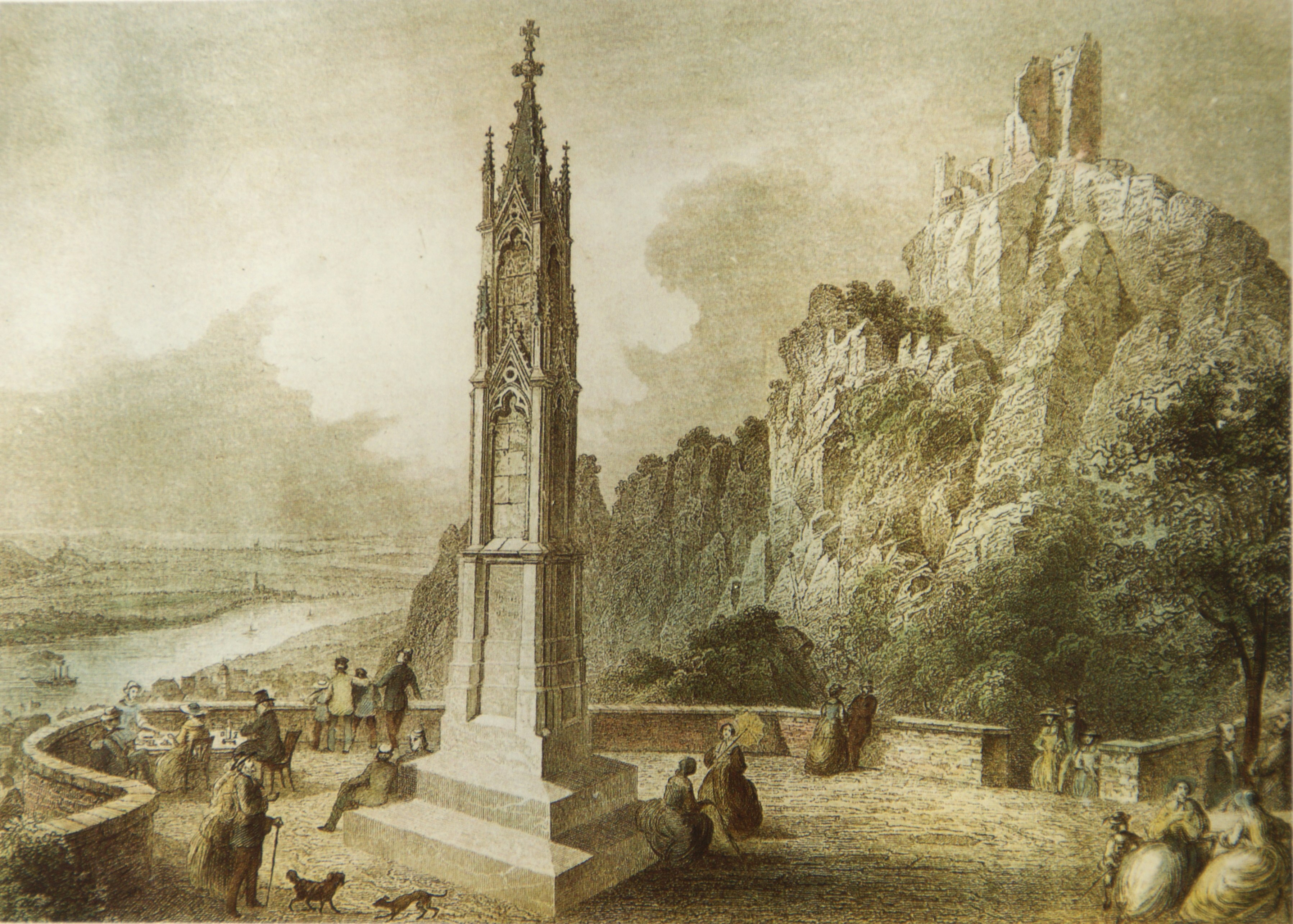
نقش الحديد الصلب حوالي 1857/1958 للنصب التذكاري لبرج البلد

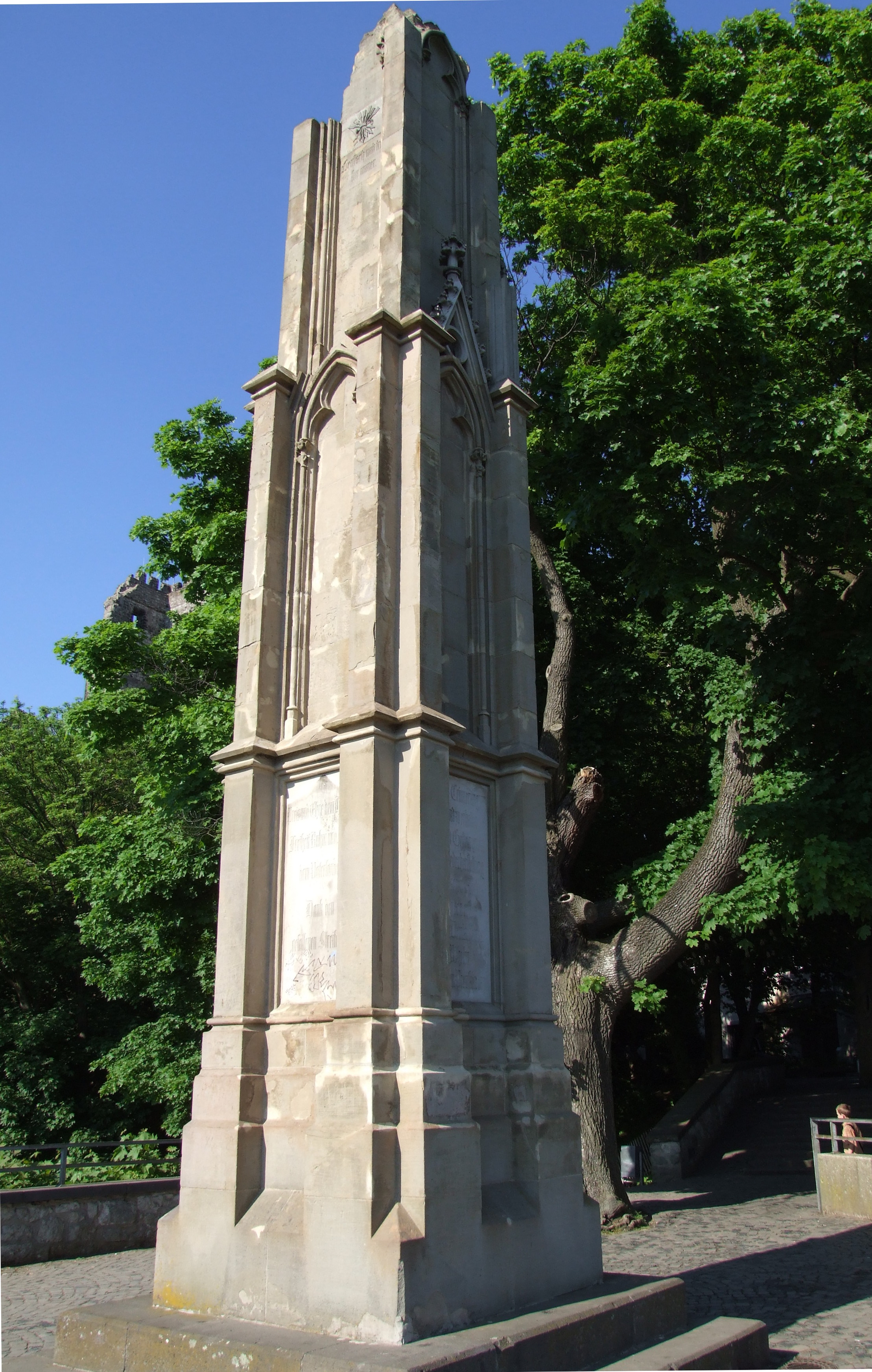
قمة القوطية الجديدة 1876

صالة نيبلوغ للفنون (صورة)
حديقة الحيوانات الزاحفة
كهف دراخنفلز (كهف التنين)
نُصب برج الولاية
مطعم دراخنفلز 
مدرجات زراعة العنب